# Lorenzo Marsaglia
Lorenzo Marsaglia (Roma, 16 de noviembre de 1996) es un deportista italiano que compite en saltos de trampolín.
Ganó una medalla de plata en el Campeonato Mundial de Natación de 2024 y seis medallas en el Campeonato Europeo de Natación entre los años 2019 y 2025. En los Juegos Europeos de Cracovia 2023 consiguió tres medallas, plata en trampolín 3 m sincro y equipo mixto y bronce en trampolín 1 m.
Participó en dos Juegos Olímpicos de Verano, ocupando el sexto lugar en Tokio 2020 y el cuarto en París 2024, en la prueba de trampolín sincronizado.

## Palmarés internacional
| Campeonato Mundial | Campeonato Mundial | Campeonato Mundial | Campeonato Mundial   |
| Año                | Lugar              | Medalla            | Prueba               |
| ------------------ | ------------------ | ------------------ | -------------------- |
| 2024               | Doha (Catar)       | Medalla de plata   | Trampolín 3 m sincro |
| Juegos Europeos    |                    |                    |                      |
| Año                | Lugar              | Medalla            | Prueba               |
| 2023               | Rzeszów (Polonia)  | Medalla de plata   | Trampolín 3 m sincro |
| 2023               | Rzeszów (Polonia)  | Medalla de plata   | Equipo mixto         |
| 2023               | Rzeszów (Polonia)  | Medalla de bronce  | Trampolín 1 m        |
| Campeonato Europeo |                    |                    |                      |
| Año                | Lugar              | Medalla            | Prueba               |
| 2019               | Kiev (Ucrania)     | Medalla de bronce  | Trampolín 1 m        |
| 2022               | Roma (Italia)      | Medalla de oro     | Trampolín 3 m        |
| 2022               | Roma (Italia)      | Medalla de plata   | Trampolín 1 m        |
| 2022               | Roma (Italia)      | Medalla de plata   | Trampolín 3 m sincro |
| 2025               | Antalya (Turquía)  | Medalla de plata   | Trampolín 1 m        |
| 2025               | Antalya (Turquía)  | Medalla de plata   | Trampolín 3 m sincro |